# Bradynobaenidae
I Bradinobenidi (Bradynobaenidae) sono una famiglia di imenotteri vespoidei.

## Tassonomia
La famiglia è composta da 4 sottofamiglie e 8 generi:
- Sottofamiglia Apterogyninae
  - Apterogyna
  - Gynecaptera
- Sottofamiglia Bradynobaeninae
  - Bradynobaenus
- Sottofamiglia Chyphotinae
  - Chyphotes
- Sottofamiglia Typhoctinae
  - Eotilla
  - Typhoctes
  - Typhoctoides